# Mahmoud Younes
Mahmoud Khattab Younes (in arabo محمود خطاب يونس‎?; 5 marzo 1915 – 27 giugno 2001) è stato uno schermidore egiziano, vincitore di sette medaglie di bronzo ai campionati mondiali di scherma.